# XXX: Estat d'emergència
xXx: Estat d'emergència (títol original en anglès: xXx: State of the Union, o fora dels Estats Units i el Canadà: xXx²: The Next Level) és una pel·lícula de 2005 d'acció i aventures dirigida per Lee Tamahori i produïda per Revolution Studios per Columbia Pictures. Es tracta d'una seqüela de la pel·lícula xXx 2002 (es pronuncia "triple x"), però protagonitzada per Ice Cube en comptes de Vin Diesel. A la tercera pel·lícula de la sèrie, xXx: Return of Xander Cage (2017), el protagonista va tornar a ser Vin Diesel.
La pel·lícula ha estat doblada al català i es va emetre per primera vegada a TV3 el 19 de novembre de 2010.

## Argument
Samuel L. Jackson torna com a Augustus Gibbons, el membre de l'Agència de Seguretat Nacional que va dirigir les operacions a la Triple XXX original. En aquesta nova entrega de, Gibbons i l'expert en artefactes Toby Lee Shavers (Michael Roof), escapen de un atac mortal per part d'uns assaltants desconeguts al centre d'operacions encobert XXX de l'ASN. Gibbons sospita que els assassins han estat enviats per una facció secreta radical dins del govern i busca un nou agent per eliminar-los. Aquesta vegada, Gibbons vol un militar ben entrenat i amb experiència i que doni credibilitat al carrer, que pugui descobrir la font de la insurgència des de dins.
Desafortunadament, l'home perfecte per al treball és a la presó. Ell és Darius Stone (Ice Cube) i actualment es troba sota vigilància en una presó militar per colpejar a un superior. Gibbons ajuda a Stone en la perillosa fugida de la presó i el convenç per esdevenir el nou agent XXX que aturi l'assalt al govern dels Estats Units. A la Casa Blanca, el president de centre Sanford (Peter Strauss) discuteix amb el Secretari de Defensa, George Deckert (Willem Dafoe), un ex general amb llaços passats amb Gibbons i amb Stone. Quan Deckert assisteix a una gala del govern, Stone interroga un cambrer amb l'esperança d'aconseguir alguna informació d'algú de dins. A la festa coneix a Charlie Mayweather (Zuñi Mabrey), la filla d'un oficial del Gabinet que al final ajuda a Stone a escapar.
Stone també es veu perseguit per l'agent de l'FBI Kyle Steele (Scott Speedman), un ambiciós intrús que considera Stone un perillós criminal. Per ajudar en la seva missió, Stone va a buscar a dos vells amics dels seus dies als carrers de Washington DC: Lola (Nona Gaye), una ex lladre de cotxes que ara porta un concessionari de gamma alta, i Zeke (Xzibit), un atracador de botigues amb accés a armes i personal.
Quan el president Sanford és segrestat després d'un assalt al Capitoli dels Estats Units, Stone i els seus compatriotes han d'unir-se per enfrontar-se a una de les majors amenaces de tots els temps a la llibertat dels Estats Units. Finalment rescaten al president i el president dona la Medalla d'Honor del Congrés a l'Agent Kyle i el Soldat Stone. La pel·lícula acaba en què Gibbons està a punt de revelar el proper candidat per a la posició de xXx.

## Repartiment
- Ice Cube—Darius Stone—El nou agent XXX
- Willem Dafoe—Secretari de Defensa George Deckert, el principal antagonista de la pel·lícula
- Samuel L. Jackson—Agent Augustus Gibbons, cap de la NSA
- Scott Speedman—Agent Kyle Steele, agent jove de la NSA
- Peter Strauss—President James Sanford
- Xzibit—Zeke—, amicde Stone que treballa en un garatge
- Michael Roof—Agent Toby Lee, Agente Toby Lee Shavers
- Sunny Mabrey—Charlie Mayweather,
- Nona Gaye—Lola Jackson, promesa de Stone
- John G. Connolly—Tinent Coronel Alabama Cobb
- Ramon De Ocampo—Agent Meadows

## Doblatge[2]
| Intèrpret         | Personatge                    | Doblatge              |
| ----------------- | ----------------------------- | --------------------- |
| Ice Cube          | Darius Stone/ xXx             | Jaume Villanueva      |
| Samuel L. Jackson | Agent Augustus Eugene Gibbons | Joan Carles Gustems   |
| Willem Dafoe      | General George Deckert        | Jordi Boixaderas      |
| Scott Speedman    | Agent Kyle Christopher        |                       |
| Peter Strauss     | President James Sanford       | Pep Torrents          |
| Xzibit            | Zeke                          | Eduard Doncos         |
| Michael Roof      | Agent Toby Lee Shavers        | Albert Trifol Segarra |
| Sunny Mabrey      | Charlie Maywether             | Meritxell Ribera      |
| Nona Gaye         | Lola Jackson                  | Esther Solans         |
| John G. Connolly  | Tinent Alabama Cobb           | David Corsellas       |

## Llista de cançons
1. "Get XXX'd"- 3:54 (J-Kwon, Petey Pablo & Ebony Eyez)
2. "Anybody Seen the PoPo's?!"- 3:58 (Ice Cube)
3. "Fight the Power"- 3:30 (Korn & Xzibit)
4. "Messiah"- 4:00 (Dead Celebrity Status & Chino XL)
5. "Oh No"- 3:40 (Big Boi, Killer Mike & Bubba Sparxxx)
6. "The Payback"- 2:50 (P.O.D.)
7. "Dirty Little Thing"- 3:57 (Velvet Revolver)
8. "Wyle Out"- 3:38 (Bone Crusher)
9. "Here We Go"- 3:41 (Dirtbag feat. Timbaland)
10. "Dis Dat Block"- 3:36 (YoungBloodZ)
11. "Lookin' for U"- 4:19 (Chingy & G.I.B.)
12. "The March"- 3:28 (Hush)
13. "MKLVFKWR"- 3:22 (Moby & Public Enemy)
14. "Just Like Wylin'"- 3:07 (Bone Crusher & Three Days Grace)
15. "Did It Again"- 2:52 (Labba)
16. "The Good Song"- 7:28 (Tonéx)

## Altres pel·lícules de la saga
- XXX (2002)
- xXx: Return of Xander Cage (2017)